# Arrondissement d'Hirschberg-des-Monts-des-Géants

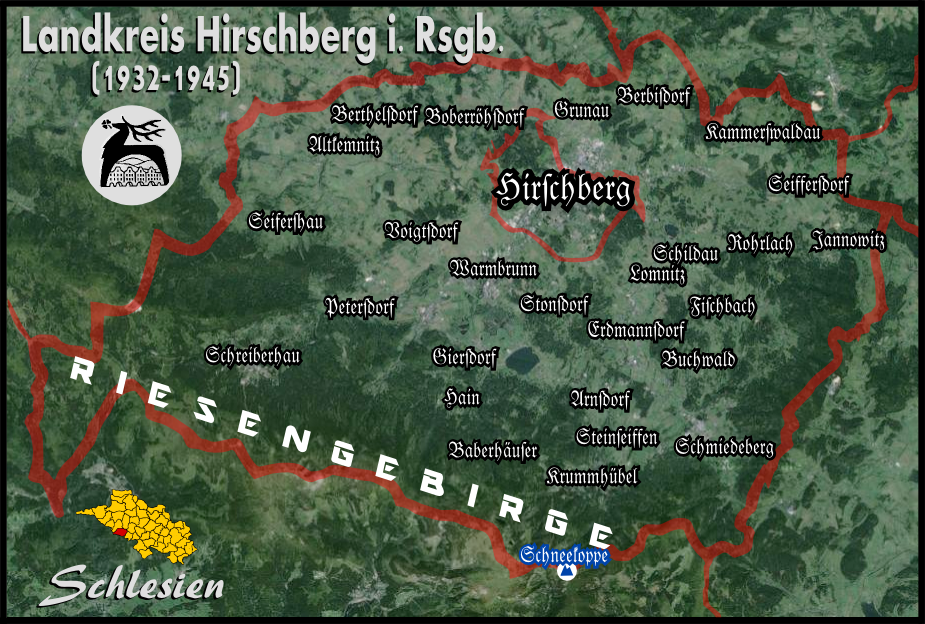
Plan de l'arrondissement d'Hirschberg-des-Monts-des-Géants (1932-1945)

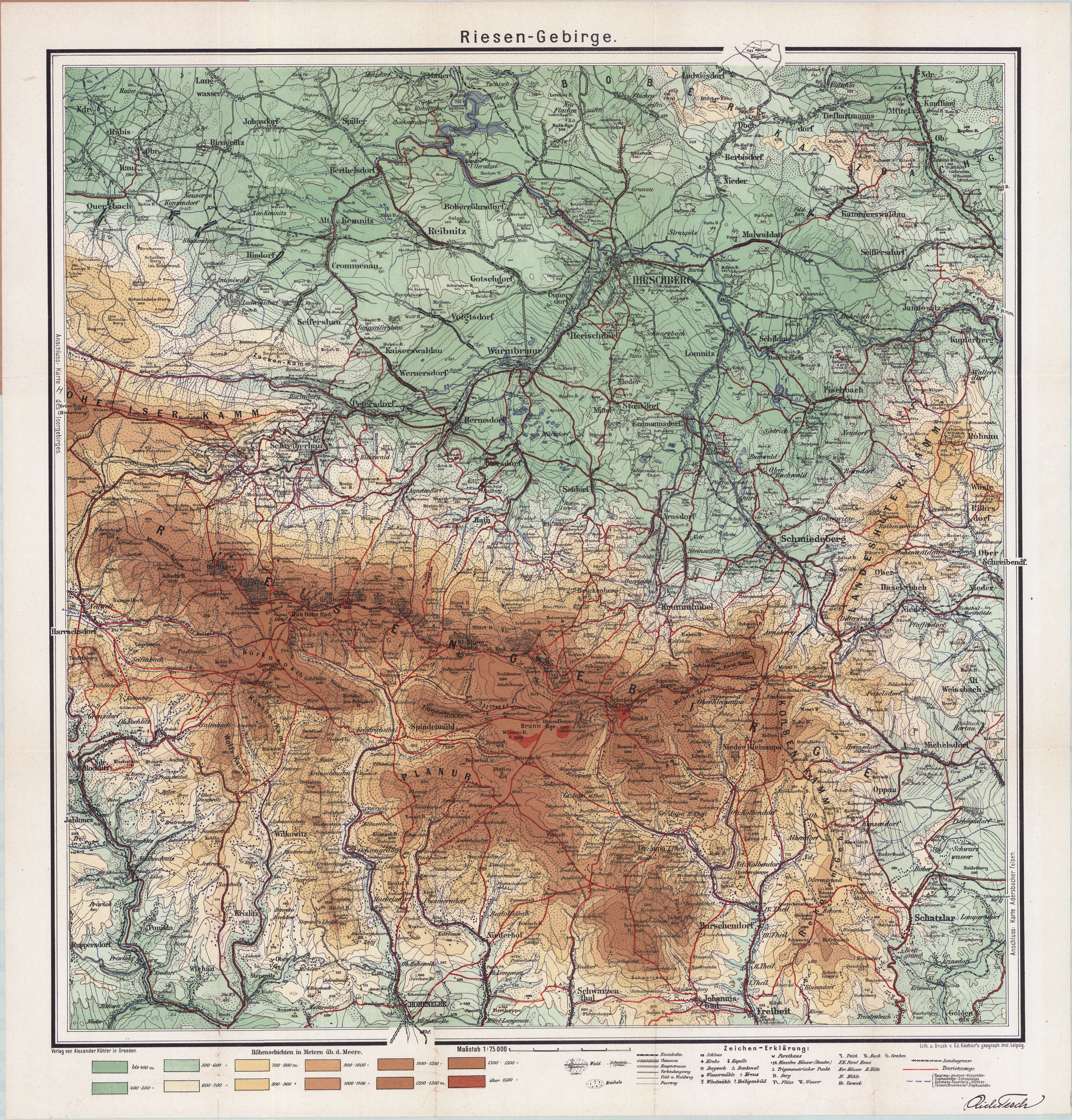
Les Monts des Géants avec la Schneekoppe et la ville de Hirschberg au nord sur une carte datant d'environ 1900

L'arrondissement d'Hirschberg-des-Monts-des-Géants est un arrondissement prussien de Silésie, qui existe de 1742 à 1945. Son siège est la ville de Hirschberg-des-Monts-des-Géants, qui forme son propre arrondissement urbain depuis 1922. Le successeur polonais de l'arrondissement est le powiat de Jelenia Góra dans la voïvodie de Basse-Silésie.

## Histoire administrative
Après la conquête de la majeure partie de la Silésie par la Prusse en 1741, l'ordre du cabinet royal du 25 novembre 1741, les structures administratives prussiennes sont introduites en Basse-Silésie. Cela comprend la création de deux chambre de guerre et de domaine (de) à Breslau et Glogau ainsi que leur subdivision en arrondissements et la nomination d'administrateurs d'arrondissement (de) pour le 1er janvier 1742.
Dans la principauté de Jauer, une des sous-principautés silésiennes, les arrondissements prussiens d'Hirschberg, Jauer et Löwenberg-Bunzlau sont formés à partir des faubourgs silésiens. Conrad Gottlieb von Zedlitz est nommé premier administrateur de l'arrondissement de Hirschberg. 
L'arrondissement d'Hirschberg était initialement soumis à la chambre de la guerre et du domaine de Glogau. Lorsque quatre districts de Silésie sont créés dans le cadre des réformes Stein-Hardenberg, l'arrondissement est attribué au district de Reichenbach dans la province de Silésie en 1815. Le 1er janvier 1818, le nouveau arrondissement de Schönau est formé à partir de la partie nord d'arrondissement d'Hirschberg. Après la dissolution du district de Reichenbach, l'arrondissement d'Hirschberg est affecté le 1er mai 1820 au district de Liegnitz.
Le 8 novembre 1919, la province de Silésie est dissoute. La nouvelle province de Basse-Silésie est formée à partir des districts de Breslau et Liegnitz. Le 1er avril 1922, la ville de Hirschberg est érigée en un arrondissement urbain.
Le 1er janvier 1924, le district de domaine de Hartau est séparé de l'arrondissement et incorporé à l'arrondissement urbain d'Hirschberg. Le 9 juillet 1927, l'arrondissement d'Hirschberg, qui jusqu'à présent avait également le suffixe en-Silésie reçoit le nouveau nom Hirschberg-des-Monts-des-Géants. Le 17 octobre 1928, le district de domaine de Schwarzbach est incorporé à l'arrondissement urbain d'Hirschberg. Le 30 septembre 1929, une réforme territoriale a lieu dans l'arrondissement, conformément au développement dans le reste de l'État libre de Prusse, dans lequel presque tous les districts de domaine sont dissous et assignés aux communes rurales voisines.
Le 1er octobre 1932, la ville de Kupferberg (la plus petite ville de Prusse dans les Monts des Géants) et les communes rurales de Boberstein, Dreschburg, Eichberg, Jannowitz, Kammerswaldau, Maiwaldau, Nieder Berbisdorf, Ober Berbisdorf, Rohrlach, Schildau, Seiffersdorf, Waltersdorf sont incorporées à l'arrondissement de Schönau. Dans le même temps, l'arrondissement cède les communes rurales de Röhrsdorf (Monts des Géants) et Rothenzechau à l'arrondissement de Landeshut-en-Silésie,.
Le 1er avril 1938, les provinces prussiennes de Basse-Silésie et de Haute-Silésie fusionnent pour former la nouvelle province de Silésie, qui est de nouveau séparée le 18 janvier 1941. La nouvelle province de Basse-Silésie est formée à partir des districts de Breslau et Liegnitz.
Au printemps 1945, l'arrondissement est occupé par l'Armée rouge. À l'été 1945, l'arrondissement est placé sous administration polonaise par la puissance d'occupation soviétique conformément à l'Accord de Potsdam (de). C'est alors que commence l'afflux de civils polonais dans l'arrondissement, dont certains viennent des zones à l'est de la ligne Curzon qui sont tombées aux mains de l'Union soviétique. Au cours de la période suivante, la plupart de la population allemande est expulsée de l'arrondissement.

## Évolution de la population
| Année | Population | Source |
| ----- | ---------- | ------ |
| 1795  | 77 787     | [ 8 ]  |
| 1819  | 47 619     | [ 9 ]  |
| 1846  | 57 069     | [ 10 ] |
| 1871  | 63,189     | [ 11 ] |
| 1885  | 69 732     | [ 12 ] |
| 1900  | 78,188     | [ 13 ] |
| 1910  | 87 952     | [ 13 ] |
| 1925  | 69 958     | [ 14 ] |
| 1939  | 79 918     | [ 14 ] |

## Administrateurs de l'arrondissement
1742–1769 00 Conrad Gottlieb von Zedlitz (de)
1769-1805 00 Otto Friedrich Conrad von Zedlitz (de)
1805–1818 00 Franz Anton von Vogten und Westerbach (de)
1818–1832 00 Karl von Vogten und Westerbach
1832–1845 00 Gustav von Matuschka
1845–1849 00 de Stolberg-Wernigerode
1849– 000000 Hugo von Graevenitz (de)
1867–1870 00 Hans von Kanitz (par intérim)
1874–1894 00 Henri IX de Reuss-Kostritz (de)
1894–1902 00 Maximilian von Küster
1902–1913 00 August von Pückler
1913–1926 00 Rudolf von Bitter (de)
1926–1933 00 Kurt Schmeisser (de)
1933–1937 00 Friedrich von Alten (de)
1937–1939 00 Fritz Schmige (de)
1939–1941 00 Arthur Joachim
1941–1942 00 Walter Bitter
1942–1945 00 Georg von Schellwitz (de)
1945 0000000 Georg Geist (de) (provisoire) ,

## Constitution locale
Depuis le XIXe siècle, l'arrondissement d'Hirschberg est divisé en villes, communes rurales et districts de domaine. Avec l'introduction de la loi constitutionnelle prussienne sur les communes du 15 décembre 1933, il y a une constitution municipale uniforme pour toutes les municipalités prussiennes à partir du 1er janvier 1934. Avec l'introduction du code communal allemand du 30 janvier 1935, une constitution municipale uniforme entre en vigueur dans le Reich allemand le 1er avril 1935, selon laquelle les anciennes communes rurales sont désormais appelées communes. Une nouvelle constitution d'arrondissement n'est plus créée ; l'arrêté de l'arrondissement  pour les provinces de Prusse-Orientale et Occidentale, Brandebourg, Poméranie, Silésie et Saxe du 19 mars 1881 reste applicable.

## Communes
L'arrondissement comprend trois villes et 53 communes rurales :
- Agnetendorf
- Altkemnitz
- Arnsdorf
- Bad Warmbrunn, ville
- Bärndorf
- Berbisdorf
- Berthelsdorf
- Boberröhrsdorf
- Boberstein (pl)
- Boberullersdorf
- Buchwald
- Buschvorwerk
- Eichberg
- Fischbach
- Gebirgsbauden
- Giersdorf
- Glausnitz
- Gotschdorf
- Grunau
- Hain
- Hartau
- Hermsdorf (Kynast) (pl)
- Hindorf
- Hohenwiese
- Jannowitz
- Kaiserswaldau
- Kammerswaldau
- Krommenau
- Krummhübel
- Kupferberg-des-Monts-des-Géants , ville
- Lomnitz
- Ludwigsdorf
- Maiwaldau
- Märzdorf
- Neudorf
- Neukemnitz
- Petersdorf
- Quirl
- Reibnitz
- Rohrlach
- Saalberg
- Schildau
- Schmiedeberg-des-Monts-des-Géants , ville
- Schreiberhau
- Schwarzbach
- Seidorf
- Seifershau
- Seiffersdorf
- Södrich
- Steinseiffen
- Stonsdorf
- Straupitz
- Voigtsdorf
- Waltersdorf
- Wernersdorf
- Zillerthal-Erdmannsdorf

L'arrondissement comprend également le district forestier des Monts-des-Géants. Les communes suivantes perdent leur indépendance en 1938:
- Arnsberg, sur 1er avril 1938 à Schmiedeberg
- Dreschburg, le 1er juillet 1934 à Kupferberg
- Erdmannsdorf, le 1er avril 1937 à Zillerthal-Erdmannsdorf
- Herischdorf (de), le 1. Octobre 1941 à Bad Warmbrunn
- Hohenwaldau, le 1er juillet 1929 à Rothenzechau
- Kunnersdorf, le 27 février 1922 à Hirschberg
- Nieder Berbisdorf, le 1er juillet 1934 à Berbisdorf
- Ober Berbisdorf, le 1er juillet 1934 à Berbisdorf
- Querseiffen, le 1er avril 1938 à Krummhübel
- Zillerthal, le 1er avril 1937 à Zillerthal-Erdmannsdorf

## Personnalités liées à l'arrondissement
- Emil von Woyna (1812-1881), général mort à Kaiserswaldau.
- Friedrich Hermann Otto Finsch (1839-1917), ethnographe né à Warmbrunn.
- Carl Hauptmann (1858-1921), écrivain mort à Schreiberhau.
- Ruth Bré (1862-1911), écrivaine et féministe
- Hanna Reitsch (1912-1979), pilote née à Hirschberg-des-Monts-des-Géants.